# 沃恩達森·沃拉扎林
沃恩達森·賽伊勒吾勒·沃拉扎林（羅馬化：Ońdasyn Seıiluly Orazalın；1963年11月6日—），哈薩克斯坦政治人物。他曾經在2017年3月22日至2019年2月26日期間擔任該國總統辦公廳副主任，並自2019年2月26日起出任阿克托別州州長。

## 早年生活和教育
沃拉扎林於1963年11月6日在蘇聯哈薩克蘇維埃社會主義共和國阿克糾賓斯克州阿克糾賓斯克（現哈薩克斯坦阿克托別州阿克托別）出生，大學時期於阿克糾賓斯克師範學院（現阿克托別師範大學）修讀英語教育學系並在1985年順利畢業，其後再於1991年取得阿里-法拉比哈薩克國立大學法律學位。

## 仕途
沃拉扎林在1985年畢業後選擇留在阿克糾賓斯克師範學院擔任講師一職，三年後轉任校內全聯盟列寧主義青年共產主義聯盟委員會書記，並於1990年改任「里卡電視台」（РИКА-ТВ）有限責任合夥公司廣告信息與商務代理部主任。接著他在1993年成為上市公司「里卡銀行」（Банк-РИКА）董事長，六年後轉任「OBL 天然氣運輸」（Облтрансгаз）和「阿克托別天然氣」（Актобегаз）封閉式股份公司董事長。
2000年，沃拉扎林出任阿克托別州穆加爾扎爾區區長，三年後改任阿克托別州對外經濟關係與投資處處長。隨後他於2004年9月擔任阿克托別州內政處處長，並在翌年9月晉升為該州副州長。2006年11月至2019年2月，沃氏獲調往位於首都阿斯塔納（現努爾蘇丹）的哈薩克斯坦總統辦公廳工作，期間他曾經先後出任國家管理和組織工作司國家督察員、國家管理和組織工作司副司長、國家管理和人事工作組織司副司長、國家管理和領土工作組織司副司長、國家管理和領土工作組織司司長以及後來的總統辦公廳副主任等多項職務。
2019年2月26日，哈薩克斯坦首任總統努爾蘇丹·納扎爾巴耶夫簽署第857號總統令，把沃拉扎林調離首都並任命其擔任阿克托別州州長。任內他曾經於同年5月29日在阿克托別150週年音樂慶典晚會上向同樣於阿克托別出生的著名歌手迪瑪希·庫達依別列根授予「阿克托別150週年」勳章，以及在翌年9月4日再次前往總統府向第二任總統卡西姆若馬爾特·托卡耶夫匯報各項工作進展和記錄總統下達的待辦任務。